# Louis Ruchonnet
 (mai 2023).
Pour les articles homonymes, voir Ruchonnet.
Antoine Louis John Ruchonnet, plus connu sous le nom de Louis Ruchonnet, né le 28 avril 1834 à Lausanne, mort le 14 septembre 1893 à Berne, est un homme politique et avocat suisse bourgeois de Saint-Saphorin (Vaud). Il fut conseiller fédéral de 1881 à 1893.

## Biographie

### Enfance et formations
Élève de l'institut Isler à la Solitude, Louis Ruchonnet entre ensuite au Collège cantonal, puis à l'Académie, en droit. Il est un membre actif de la société d'étudiants Helvetia, qu'il présidera. Il y présente des travaux sur des problèmes d'actualité suisse. Même s'il préfère le droit, il s'intéresse à l'histoire, à l'archéologie, aux sciences naturelles et aux mathématiques. Il reçoit de son père, maître d'armes, un enseignement d'escrime et remporte les premiers prix à l'épée et au sabre lors de la Fête fédérale de gymnastique de 1855.
Il fait son stage d'avocat dans l'étude d'Auguste Rogivue, professeur de droit. Breveté en 1858, il s'associe l'année suivante avec son ancien maître de stage.

### Vie de famille
Il épouse la fille d'Auguste Rogivue, Gabrielle Rogivue, le 6 juin 1861. Il aura avec elle deux enfants : Ernest (1862), futur avocat, et Paul (1863), qui deviendra médecin en Argentine.
Sa première femme étant décédée, il épouse le 29 juin 1874 en secondes noces, à Lausanne, Elise Borgognon, fille d'un juge cantonal.

### Carrière
Ruchonnet est élu en 1863 au Grand Conseil. Cette élection survient alors que les radicaux tentent de ranimer leur parti. Il reprend à son compte l'étude de son beau-père, qu'il établit avec son cousin Benjamin Dumur dans sa maison natale, à la place de la Palud. Toujours en 1863, il préside la Société Industrielle et Commerciale, puis élabore les statuts de l'Union Vaudoise du Crédit, fondée en 1864.
En 1865, après la révision de la loi sur l'instruction primaire, il s'attaque à la réforme des autres secteurs de l'instruction scolaire.
En mars 1866, le Grand Conseil l'élit au Conseil d'État, mais il donne aussitôt sa démission. Le 21 mars, il accepte par contre la présidence du Grand Conseil et entre en avril au Conseil communal. Ce succès couronne les efforts des radicaux pour se réorganiser. Le 6 mai, Ruchonnet échoue malgré tout lors d'une élection partielle au Conseil national. Il y fait tout de même son entrée cinq mois plus tard, le 26 octobre, pour remplacer Édouard Dapples, syndic de Lausanne. Il préside le Conseil national en 1869 et de 1874 à 1875. En parallèle, le 9 janvier 1868, il est élu au Conseil d'État, où il est responsable du Département de l'instruction publique. La même année, il fonde La Revue. Il conservera le Département de l'instruction publique jusqu'à son départ en 1874, sauf entre 1872 et juin 1873, où il sera responsable du Département militaire. Ruchonnet est alors chef du parti radical.
Capitaine d'artillerie, Ruchonnet siège en 1863 au Tribunal militaire. En 1867, il est juge au Tribunal de cassation militaire. En 1867 toujours, il participe à la création de la Caisse d'Épargne et de Crédit pour les ouvriers.
En 1868, il fait adopter par le Grand Conseil la loi sur les Écoles normales, préparée par Victor Ruffy avant son départ pour le Conseil fédéral. Il met ensuite sur pied la loi du 12 mai 1869 sur l'instruction supérieure. Cette loi entraîne de grands changements, instituant quatre facultés à l'Académie et préparant la création de l'Université, qui sera inaugurée en 1891.
Très actif dans beaucoup de domaines, Ruchonnet imagine une École d'agriculture qui sera créée en 1870, encourage et patronne la création de l'École de pharmacie qui ouvrira ses portes en 1873 et entreprend avec Eugène Viollet-le-Duc la restauration de la cathédrale. En 1872 il est le promoteur de la Société Coopérative de Consommation.
Le 12 août 1874, il quitte le Conseil d'État et ouvre à son domicile une nouvelle étude. Il est cette fois seul, Benjamin Dumur étant devenu président de tribunal.
Au Conseil national, il est très actif lors de la révision de la Constitution fédérale, notamment à propos des lois régissant la liberté de culte, les Églises nationales et le paiement de l'impôt cantonal. Il participe activement à l'élaboration de plusieurs lois fédérales, comme celle du 24 décembre 1874 qui laïcise l'état civil et le mariage.
En décembre 1875, il est élu au Conseil fédéral (26e conseiller fédéral de l'histoire) mais renonce à son poste lorsqu'il se rend compte que le Département de justice et police va lui échapper.
Déjà président du Tir cantonal de 1868, il préside le Tir fédéral de 1876 qui a lieu à Lausanne (à Beaulieu). Il assume de plus pendant vingt ans la présidence de la Société vaudoise des carabiniers.
Il est une nouvelle fois élu au Conseil fédéral le 3 mars 1881. Successivement chef du Département du commerce et de l'agriculture en 1881, de celui de justice et police en 1882 et de celui de la politique en 1883, il revient au Département de justice et police en 1884 et le conservera jusqu'à sa mort. Il est élu deux fois à la présidence de la Confédération : en 1883 et en 1890.
Au Conseil fédéral, il élabore le projet de loi sur la poursuite pour dettes et faillites, déjà discuté au Conseil des États en 1886. Il représente le Gouvernement fédéral à l'inauguration du Palais de Justice de Montbenon le 20 septembre 1886 et, un mois plus tard, est nommé docteur honoris causa de l'Université de Berne pour son activité de législateur fédéral. Il devient en outre professeur honoraire le 16 mai 1891.

### Franc-maçonnerie
Franc-maçon, Ruchonnet est membre fondateur de la loge Liberté de Lausanne, qui deviendra la loge no 21 de la Grande Loge suisse Alpina, et il en est le premier vénérable le 11 septembre 1871.

### Mort

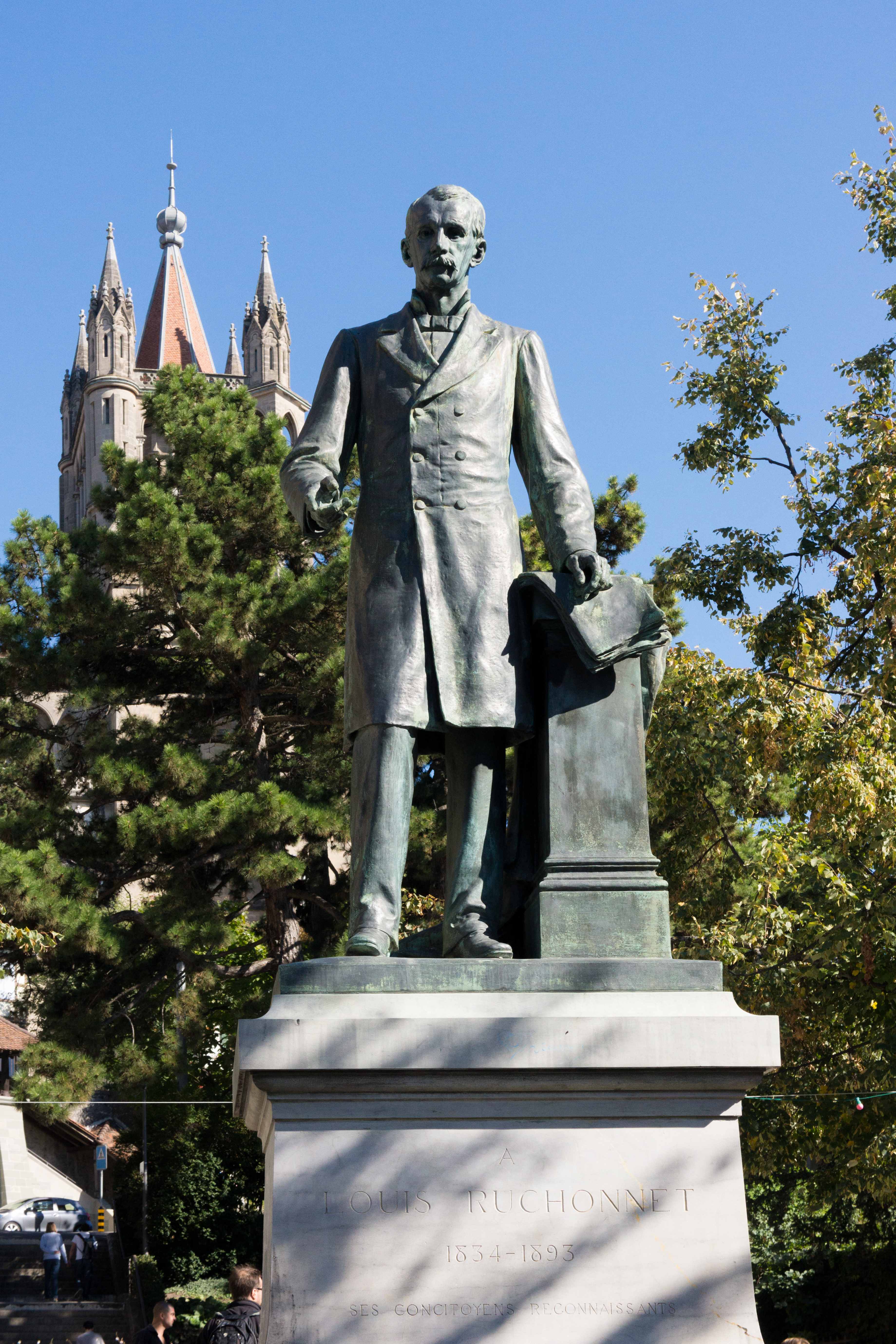
Statue représentant Louis Ruchonnet, sur la place de la Madeleine.

En juin 1891, malade du cœur, ses médecins lui imposent un repos prolongé et il suit une cure au Gurnigel puis passe quelque temps dans son chalet des Torneresses avant de reprendre ses activités. Une rechute le pousse à séjourner au Signal de Chexbres en juin et en juillet. Il est à nouveau de retour à Berne le 29 juillet. Le 14 septembre, il meurt lors d'une séance du Conseil supérieur de la loi sur la poursuite pour dettes et faillites.
Ses funérailles ont lieu le 18 septembre à Lausanne et il est enseveli au cimetière de la Sallaz. Lors du déplacement du cimetière, ses restes sont transférés au cimetière du Bois-de-Vaux le 8 juin 1946. Une statue de bronze de Karl Alfred Lanz lui est consacrée à Lausanne, sur la place de la Madeleine, inaugurée le 17 novembre 1906.

## Toponymie
Il existe une avenue Louis-Ruchonnet à Lausanne, allant de la Place de la Gare au Pont Chauderon (décision municipale de 1898).